# Rimsko-nemški kralj
Rimski kralj ali rimsko-nemški kralj je eden od nazivov za vladarja Svetega rimskega cesarstva.
Naziv rimski kralj se uporablja od 11. stoletja za vladarja Svetega rimskega cesarja, ki so ga izvolili volilni knezi, ni pa še bil v Rimu kronan za cesarja. Kasneje so naziv uporabljali tudi za cesarjevega naslednika, ki so ga pogosto izvolili, ko je cesar še živel. Da pa bi se izognili zamenjavi s kraljem v antičnem Rimu, se predvsem v nemški literaturi pogosto uporablja natančnejši naziv rimsko-nemški kralj.